# Rajon Rondo
Pour les articles homonymes, voir Rondo.
Rajon Rondo (né le 22 février 1986 à Louisville, Kentucky) est un joueur de basket-ball professionnel américain évoluant dans la National Basketball Association. Rondo joue au poste de meneur et mesure 1,85 m. Il a étudié à la Eastern High School et à la Oak Hill Academy lors de sa carrière de basket-ball au lycée, avant de recevoir une bourse d'études de l'Université du Kentucky. Il a joué pendant deux ans au Kentucky avant de se déclarer pour la draft 2006, représenté par l'agent Bill Duffy.
Joueur polyvalent, considéré comme l’un des meilleurs meneurs et l’un des meilleurs défenseurs à son poste, capable de marquer, prendre des rebonds et délivrer des passes, comme le prouvent ses trente six triple-doubles en carrière, dont dix en playoffs ce qui le place sixième de l'histoire de la ligue derrière Magic Johnson, LeBron James, Nikola Jokić, Russell Westbrook et Jason Kidd et à égalité avec Larry Bird et Draymond Green dans cette catégorie statistique. Il est désigné à une reprise dans le troisième cinq de la NBA, All-NBA Third team. Il est également reconnu comme un excellent défenseur, terminant dans le premier cinq défensif à deux reprises. Il termine trois fois avec la meilleure moyenne de passes décisives et remporte une fois le titre de meilleur intercepteur.

## Biographie
Rajon Rondo est né le 22 février 1986 à Louisville, Kentucky. Il a trois frères et sœurs : Dymon, William et Anton. Il avait peu de contacts avec son père, qui a quitté sa famille quand il avait sept ans. Sa mère, Amber Rondo, travaillait dans une compagnie de tabac : Philip Morris États-Unis en trois-quart temps, elle n'a jamais manqué un match de ses enfants. Rondo se rappelle d'une enfance heureuse et quand il en parle, c'est comme si son père n'avait pas existé : pas de critique ni de colère, juste le silence. Sa mère a toujours été présente pour le soutenir lors des moments difficiles de sa carrière, surtout au début.

## Carrière de joueur de basket-ball

### Carrière lycéenne
Rondo est d'abord intéressé par le football américain avant que sa mère ne le dirige vers le basket-ball, en raison de son physique. Puis, il finit par prendre le basket-ball au sérieux, et s'en va à l'Eastern High School de Louisville pendant trois ans où il joue sous la direction de l'entraîneur Doug Bibby.
Au cours de sa première année à l'Eastern High School, il affiche en moyenne 27,9 points, 10 rebonds et 7,5 passes ce qui lui vaut une place sur les honneurs All-State et une nomination en tant que septième meilleur joueur de la région de l'année.
Il est ensuite transféré à l'Académie Oak Hill en Virginie (qui a également eu comme étudiants entre autres Carmelo Anthony et Kevin Durant) pour son année de terminale, où il enregistre en moyenne 21,0 points, 3,0 rebonds et 12,0 passes décisives par match. Son équipe termine par ailleurs la saison 2003-2004 avec un record de 38 victoires pour aucune défaite.
Pendant sa dernière année à Oak Hill Academy, Rondo devient le meilleur passeur de l'Oak Hill Academy sur une seule saison en battant le record de Jeff McInnis avec 494 passes, tout en enregistrant un double-double de moyenne. Il réussit aussi à inscrire 55 points lors d'un match à l'école secondaire, ce qui lui permet de figurer au deuxième rang des meilleurs marqueurs en un match de tous les temps à Oak Hill Academy, dépassé seulement par Calvin Duncan avec 61 points.
Rondo est sélectionné dans l'équipe All-American de McDonald's en 2004 où il totalise 14 points, 4 passes et 4 rebonds dans le match des All-Stars. Il participe également au match de Jordan Capital Classic game, où il réalise des statistiques de 12 points, 5 passes et 4 interceptions.

### 2006: Draft de la NBA
Au cours de la saison 2005–2006 de NCAA, Rondo annonce qu'il finit sa deuxième année à Kentucky avant de se présenter pour la Draft de la NBA. Ainsi en 2006, il est choisi en vingt-et-unième position par les Suns de Phoenix. Le club décide finalement de l'envoyer chez les Celtics de Boston dans le cadre d'un échange, en compagnie de Brian Grant, contre un premier tour de draft 2007 et certains accords financiers. Rondo signe son contrat pour les Celtics de Boston le 4 juillet 2006.

### 2006-2007: Saison Rookie
Il fait ses débuts en NBA en tant que rookie au cours de la saison 2006-2007, le 1er novembre 2006 à domicile contre les Hornets de La Nouvelle-Orléans. Il joue un rôle de soutien derrière les meneurs Sebastian Telfair et Delonte West. Pour sa première saison, il débute seulement 25 matchs. Il arrive tout de même à inscrire 23 points contre les Raptors de Toronto, et enregistre le premier double-double de sa carrière NBA quelques semaines plus tard contre les Wizards de Washington.
Au fur et à mesure de la saison, les bonnes performances de Rondo en sortie de banc lui permettent de peu à peu s'imposer en tant que meneur titulaire de l'équipe pour finalement disputer un total de 78 matchs.
En augmentant ses minutes passées sur le terrain, Rondo améliore ses statistiques personnelles. Il prend par exemple 14 rebonds contre les Spurs de San Antonio, puis effectue 7 interceptions contre les Pacers de l'Indiana. À l'approche de la mi-saison, ses performances lui valent une sélection dans la All-Rookie Second Team.
Il termine finalement la saison avec une feuille de statistiques honorable pour un rookie : une moyenne de 23,5 minutes jouées par match (sixième des débutants), 6,4 points, 3,8 passes décisives (deuxième), ainsi qu'un total de 128 interceptions (premier des rookies).
À titre collectif, les Celtics terminent la saison avec un bilan de 24 victoires pour 58 défaites, ce qui les prive de playoffs.

### 2007-2008: Ascension et titre NBA

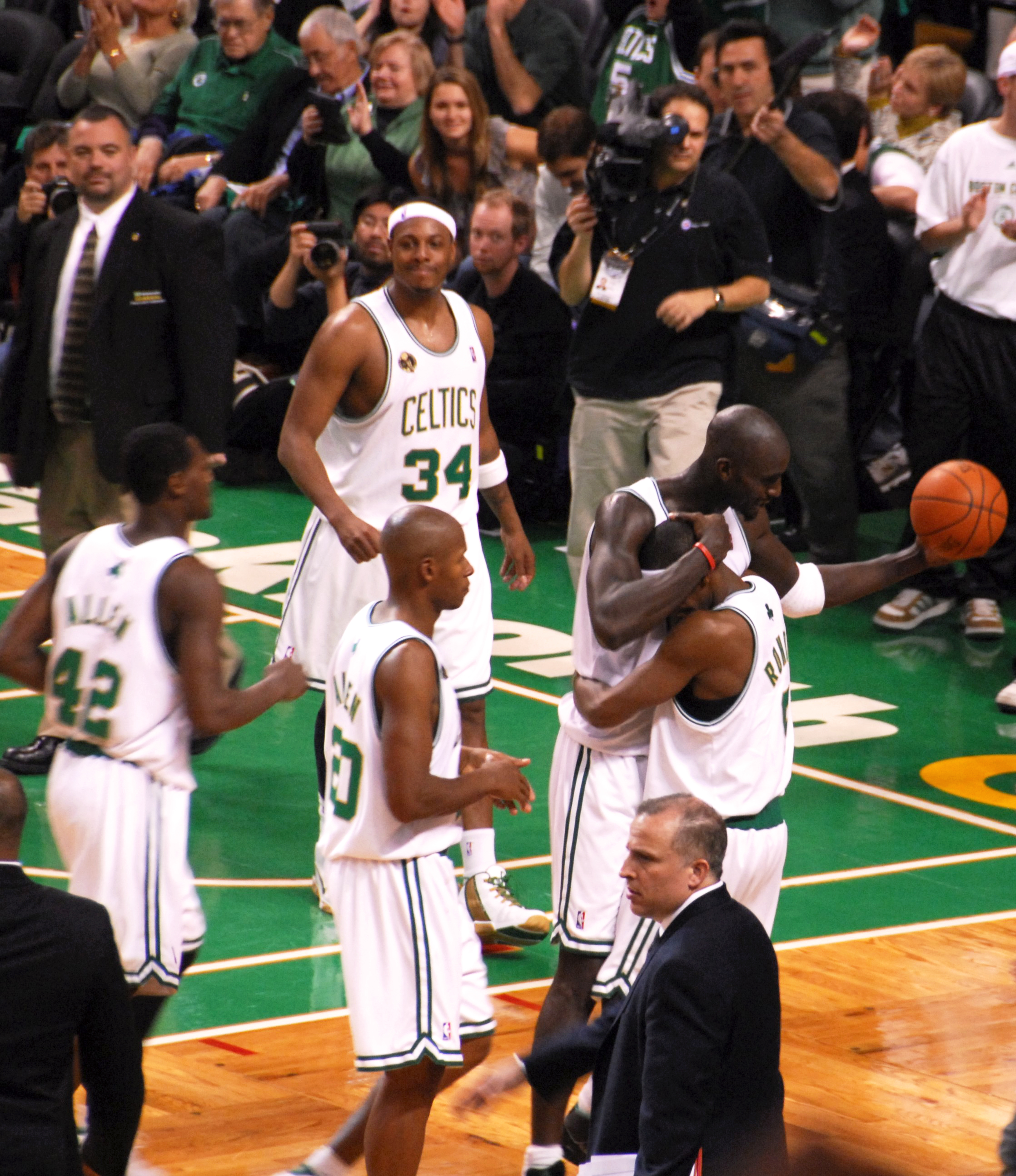
Playoffs 2008

Après les transferts de Telfair et West durant l'intersaison, Rondo a le champ libre pour occuper le poste de meneur titulaire. Entouré des All-stars Kevin Garnett, Paul Pierce et Ray Allen, il montre rapidement son potentiel et devient peu à peu un joueur cadre de l'équipe. Il s'affirme comme un excellent passeur et un très bon rebondeur pour un meneur de sa taille (1,85 m). Son faible rendement en termes de points et sa mauvaise efficacité à 3 points (20 %) sont compensés par sa vitesse, sa créativité et son sens du collectif. En 77 matchs, Rondo affiche une moyenne de 10,6 points par match, 5,1 passes décisives et 4,2 rebonds. Sa vision du jeu et son sens du placement lui permettent d'être un joueur clé, en menant aux nombres de passes et de rebonds de l'équipe.
Sa blessure au dos lors d'un match contre les Nets du New Jersey ne freineront pas sa progression. Après quatre matchs d'absence, il contribue à la victoire de son équipe contre les Knicks de New York. Quelques semaines plus tard, il inscrit 24 points à domicile contre les Los Angeles Clippers, ce qui en fait son record de la saison.
Durant le All-star break, il est sélectionné pour faire partie de l'équipe de sophomore (deuxième année en NBA) au T-Mobile Rookie Challenge ainsi qu'au Youth Jam.
Lors de son retour à la compétition, Rondo distribue 16 passes décisives contre les Bobcats de Charlotte, record de la saison. Malgré ses 2 premières saisons concluantes, les dirigeants des Celtics se mettent à la recherche d'un meneur vétéran, qui apporterait de l’expérience ainsi qu'une profondeur de banc supplémentaire. Boston enregistre finalement l'arrivée de Sam Cassell en tant qu'agent libre, qui jouera un rôle de suppléant pour Rondo afin de le faire souffler.
Rondo fait ses débuts en playoffs le 20 avril 2008 contre les Hawks d'Atlanta, avec une feuille de marque de 15 points, 9 passes et 2 interceptions. Les Celtics atteignent les finales NBA face aux Lakers de Los Angeles, après s'être chronologiquement défaits des Cavaliers de Cleveland et des Pistons de Détroit. Rondo réalise alors une grosse performance : 16 passes décisives lors du match 2. Lors du match 3, il quitte ses coéquipiers lors du 3e quart-temps à cause d'une blessure à la cheville. Il ne fera son retour que pour le match 6, match durant lequel il réalise 6 interceptions (meilleure performance de sa carrière en playoffs). À la fin du match, Phil Jackson, alors entraîneur des Lakers, déclare Rondo comme étant « la star du match ». Après une finale épique, les Celtics l'emportent finalement 4 manches à 2, ce qui permet à Rajon Rondo de remporter sa première bague de champion NBA.

### 2008-2009: Confirmation d'un joueur talentueux
En 2009, les Celtics effectuent le meilleur départ de l'histoire de la franchise et enregistrent également une série exceptionnelle de 19 matchs gagnés consécutivement. Bien que critiqué pour ses lacunes aux tirs à mi-distance, Rondo améliore ses chiffres par rapport à la saison précédente. Il s'offre le premier triple-double de sa carrière contre les Pacers de l'Indiana avec 16 points, 13 rebonds et 17 passes, puis le second quelques semaines plus tard, contre les Mavericks de Dallas, comptabilisant 19 points, 15 rebonds et 14 passes. Il enregistre son record de points de la saison (32) contre les Suns de Phoenix le jour de son vingt-troisième anniversaire.
Rondo termine la saison avec une moyenne de 11,9 points par match, 5,2 rebonds, 8,2 passes (cinquième de la ligue) et 1,9 interception (cinquième de la ligue). Les Celtics de Boston finissent quant à eux à la seconde place de la conférence Est, synonyme de qualification pour les playoffs qu'ils débuteront sans leur ailier-fort All-star Kevin Garnett, blessé.
Lors du match 1 contre les Bulls de Chicago, Rondo ne peut empêcher la défaite de son équipe en prolongations malgré 29 points (son record de points en un match en playoffs). Lors des matchs 2 et 4, il effectue 2 triples-doubles, ce qui en fait le premier Celtic à inscrire 2 triples-doubles dans la même série depuis Larry Bird en 1986. Il devient par la même occasion le premier joueur à inscrire plus d'un triple-double en une seule série depuis Jason Kidd (finales de conférence Est en 2002). Lors du match 6, il réussit l'exploit de ne commettre aucune perte de balle pendant tout le match, tout en distribuant 19 passes décisives.
En demi-finale de conférence des playoffs, les Celtics rencontrent le Magic d'Orlando. Boston perd son premier match, puis se rattrape grâce à un grand match de Rondo lors du match 2 (nouveau triple-double), qui permet à l'équipe de remporter sa première victoire à domicile. Le troisième triple-double de Rondo en playoffs lui permet d'égaliser le record de la franchise, détenu par Larry Bird.
Malgré de bonnes performances, les Celtics sont finalement éliminés au terme de sept matchs. Avec 16,9 points, 9,7 rebonds et 9,8 passes, Rondo frôle quant à lui le triple-double de moyenne en playoffs.

### 2009-2010: Statut de star et nouvelle finale contre les Lakers
Durant la saison 2009-2010, Rondo affiche une moyenne de 13,7 points par match (record en carrière), 9,8 passes décisives et 2,3 interceptions (ce qui en fait le leader de la ligue et le premier joueur des Celtics à réussir cette performance). Le 2 novembre 2009, il signe une extension de contrat de 5 ans pour un montant de 55 millions de dollars.
Lors d'un déplacement à Orlando le jour de noël, Rondo frôle le triple-double (17 points, 13 rebonds et 8 passes), ce qui permet à l'équipe de remporter le match. Trois jours plus tard, il inscrit 30 points et délivre 15 passes lors d'un match contre les Warriors de Golden State.

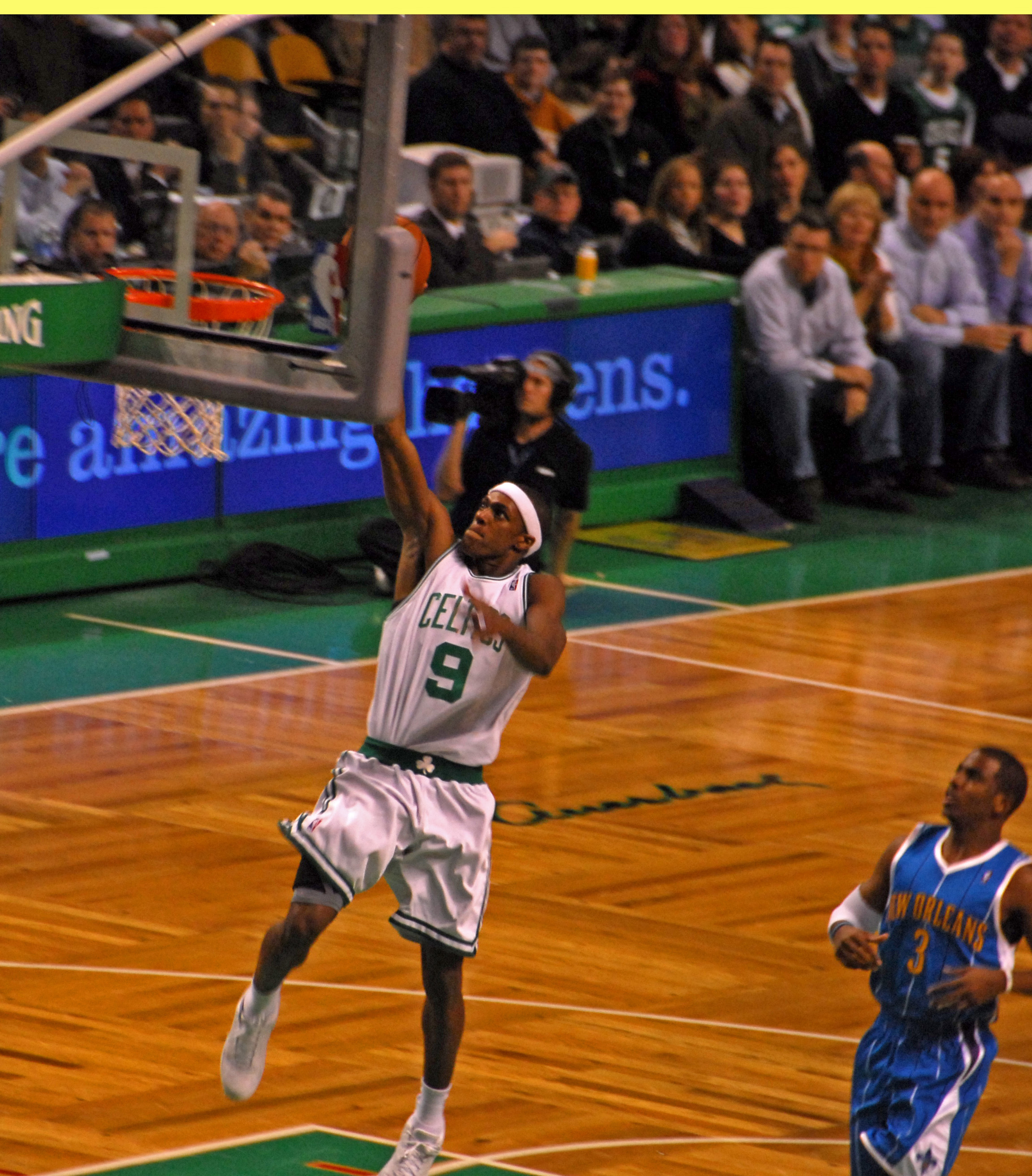
Rondo effectuant un finger roll

Le 10 janvier 2010, Rondo obtient le troisième triple double-double de sa carrière en saison régulière, avec 22 points, 13 passes et 10 rebonds contre les Raptors de Toronto.
Le 28 janvier, il reçoit sa première convocation pour le All-Star game en tant que joueur réserviste de l'équipe Est. Il participe également au 2010 H.O.R.S.E, où il atteint la finale, avant de perdre au terme d'une partie épique contre Kevin Durant.
Le 24 mars, Rondo enregistre son quatrième triple-double en saison régulière face aux Nuggets de Denver (11 points, 15 passes et 11 rebonds). Quelques jours plus tard, il égale un record de franchise avec le plus de ballons interceptés en une seule saison (167), puis le 2 avril contre les Rockets de Houston, il dépasse le record de la franchise alors détenu par Bob Cousy du plus grand nombre de passes décisives en une seule saison (794).
Lors des playoffs 2010, les Celtics éliminent le Heat de Miami de Dwyane Wade en cinq matchs puis rencontrent les Cavaliers de Cleveland de LeBron James. Lors du match deux, il délivre 19 passes décisives (record de la franchise pour un match de playoffs. Le 9 mai 2010, Rondo effectue l'un des meilleurs matchs de sa jeune carrière. Il réalise un triple-double historique (son quatrième en playoffs) lors du match quatre avec 29 points, 13 passes décisives et 18 rebonds.
Il rejoint Wilt Chamberlain et Oscar Robertson dans le cercle très fermé des joueurs à obtenir au moins 29 points, 18 rebonds et 13 passes lors d'un match de playoffs. Les Celtics remportent finalement leur série. Quelques jours plus tard, Rondo est champion de la conférence Est pour la deuxième fois de sa carrière, en battant le Magic d'Orlando quatre victoires à deux. Lors des finales, les Celtics rencontrent une nouvelle fois leur meilleur ennemi, les Lakers de Los Angeles, équipe qu'ils avaient vaincu en 2008. Lors du match deux, Rondo réalise à nouveau un triple-double (19 points, 12 rebonds et 10 passes). Cependant, c'est bien les Lakers qui remportent le titre de champion après 7 matchs d'une rare intensité (les Celtics ont pourtant mené 3-2).
Rondo est nommé dans la meilleure équipe défensive de l'année, terminant deuxième du choix des entraîneurs de la NBA derrière Dwight Howard.

### 2010-2011: Spécialiste des Triple-Doubles
Après quatre années passées en NBA, Rajon Rondo est passé du statut de simple joueur à celui de star et fait partie des meilleurs meneurs de la ligue. Différent de Chris Paul ou Deron Williams dans le jeu mais globalement au même niveau que ces derniers, c'est un meneur gestionnaire car il est entouré de trois stars NBA tel que Kevin Garnett, Ray Allen et Paul Pierce avec lesquels Rondo forme donc, avec son nouveau statut en NBA, le Big four des Celtics de Boston.
Lors de son premier match de la saison, Rondo délivre 17 passes décisives, ce qui en fait la troisième performance de tous les temps dans ce domaine pour un match d'ouverture. Lors des trois matchs suivants, il continue sur sa lancée pour obtenir un total de 74 passes après seulement cinq rencontres, record absolu dans l'histoire de la NBA.
Le 29 octobre 2010, il inscrit 10 points, capte 10 rebonds, mais surtout, effectue 24 passes décisives, son nouveau record personnel (deuxième meilleur total de passes pour un Celtic derrière Bob Cousy), qui contribuent largement aux succès des Celtics face aux Knicks de New York. Il est seulement le second joueur de l'histoire de la NBA après Isiah Thomas à effectuer 24 passes au moins en même temps qu'un triple-double.
Malheureusement, Rondo joue de malchance et se blesse à plusieurs reprises : problèmes à la voûte plantaire, entorse à la cheville, contracture aux adducteurs, il rate au total une dizaine de matchs de saison régulière. Malgré cela, il revient rapidement à son meilleur niveau. Le 5 janvier 2011, Rondo réalise à nouveau un triple-double peu après son retour à la compétition contre les Spurs de San Antonio qui ont alors le meilleur bilan de la NBA. Avec 12 points, 10 rebonds, 22 passes décisives, 6 interceptions et un contre, Rajon Rondo confirme qu'il est l'un des meilleurs meneurs de jeu de la NBA.
Rondo termine la saison sur une moyenne de 10,6 points, 11,2 passes et 4,4 rebonds par match.
Lors du premier tour des playoffs, il inscrit face aux Knicks de New York un nouveau triple-double avec 20 passes décisives au compteur (record de la franchise en playoffs).
Les performances ascendantes de Rondo ainsi que quelques matchs historiques réalisés lui permettent d’accroître sa popularité au sein de la NBA mais également au près des fans de basket. Pour preuve, cette année-là, le maillot du numéro 9 des Celtics est le troisième plus vendu seulement dépassé par LeBron James et Kobe Bryant.

### 2011-2012: Parmi les meilleurs

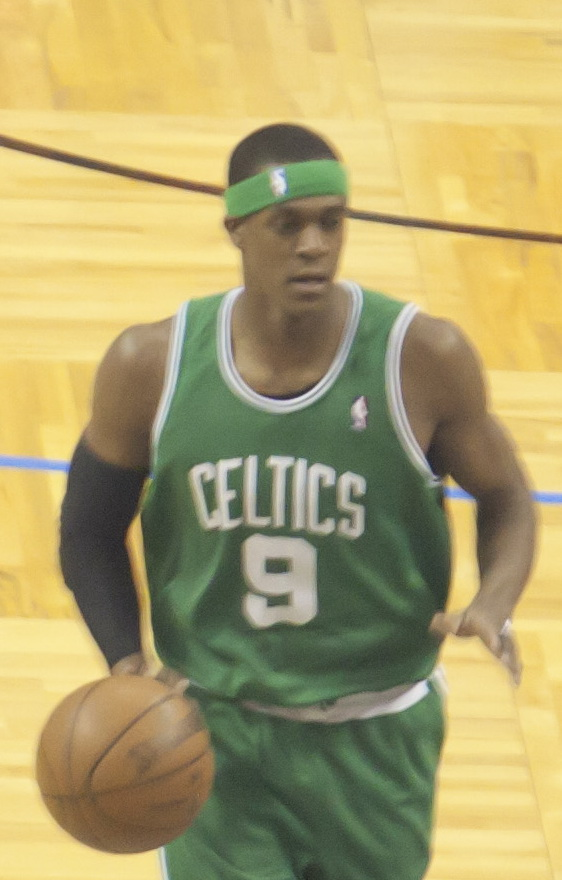
Rajon Rondo

Lors de la saison régulière 2011-2012, Rondo réalise un parcours exceptionnel. Lors de la saison, il dépasse la barre des 10 passes décisives à 39 reprises.
Le 4 mars 2012 contre les Knicks de New York, il réalise son second triple-double en quatre jours en inscrivant 18 points, délivrant 20 passes décisives et captant 17 rebonds. C'est la meilleure ligne statistique depuis 1989 et Magic Johnson qui avait réussi à combiner au moins 17 unités dans trois catégories statistiques avec 24 points, 17 rebonds et 17 passes. Plus encore, il est le quatrième joueur de l’histoire de la NBA à enregistrer au moins 15 points, 20 passes décisives et 15 rebonds dans un match avec Oscar Robertson, Wilt Chamberlain
, et plus récemment Russel Westbrook.
Il réalise une série de 24 matchs consécutifs où il distribue au minimum 10 passes décisives par match. Cette série, débutée contre les Lakers de Los Angeles le 11 mars, s'achève le 18 avril, quand Doc Rivers décide de le laisser au repos pour le match contre le Magic d'Orlando, rencontre où Paul Pierce bat son record en carrière du nombre de passes décisives avec 14 (et 29 points). Cette décision fait suite à une chute sur son coccyx lors du match face aux Knicks de New York qui a entraîné des spasmes. Durant celle-ci, il réalise un total de 331 passes décisives, soit une moyenne de 13,79. Trois performances sont remarquables durant cette série : il atteint un maximum de 20 passes dans le match opposant Boston aux Hawks d'Atlanta le 11 avril, rencontre où il réussit son troisième triple double de la saison avec également 10 points et 10 rebonds. Il réussit par deux fois un maximum de 17 passes contre les Sixers de Philadelphie le 23 mars, puis contre les Timberwolves du Minnesota le 30 mars. Cette série sera ponctuée par une performance à 15 passes décisives face aux Bucks de Milwaukee, le 26 avril 2012. Avec cette série de matchs à au moins 10 passes décisives, Rondo rejoint Magic Johnson et John Stockton dans le club réduit des joueurs en double figure à la passe sur 20 matchs de suite. Le record ultime de cette statistique est détenu par Magic Johnson : une série de 46 matchs entre le 13 avril 1983 et le 28 février 1984. Cette série le place au premier rang de l'histoire de la franchise des Celtics devant Bob Cousy (7 matchs), K.C. Jones (2 matchs) et Dennis Johnson (4 matchs). Le 11 avril, Rondo inscrit son sixième triple-double de la saison (avec 20 passes décisives) lors de la victoire des Celtics contre les Hawks d'Atlanta (après prolongations).
Rondo termine la saison régulière avec une moyenne de 11,7 passes décisives (620 passes pour 53 matchs), ce qui lui vaut de décrocher, pour la première fois, le trophée de meilleur passeur de la saison, devant Steve Nash, 10,7 et Chris Paul, 9,1) mais marquant moins que ces derniers. Une première pour un joueur des Celtics depuis 1960 et Bob Cousy. Il termine la saison avec la meilleure moyenne de passes depuis John Stockton en 1994-1995 (passant Jason Kidd et Steve Nash), où l'ancien meneur du Jazz de l'Utah avait terminé sa saison avec 12,3 de moyenne.
Pour le premier tour des playoffs, les Celtics retrouvent les Hawks d'Atlanta. Le 4 mai, lors du match 3, Rondo inscrit son premier triple-double de la saison en playoffs. Au tour suivant, Boston affronte les Sixers de Philadelphie, l'occasion pour le meneur des Celtics d'inscrire ses deuxième et troisième triple-doubles, respectivement le 13 mai (match 1) et le 26 mai (match 7). Il rejoint alors Larry Bird comme étant le seul joueur de Boston à avoir enregistré un triple-double lors d'un septième match. Les joueurs de Boston se hissent ainsi en finale de la conférence Est pour la troisième fois en cinq ans (meilleur bilan durant cette période pour une franchise de conférence Est). Ils affrontent le Heat de Miami de LeBron James et Dwyane Wade, futurs vainqueurs de l'épreuve.
Lors du match 2, Rondo affole les statistiques : il inscrit 44 points (record en carrière), prend 8 rebonds et délivre 10 passes décisives mais ne peut empêcher la défaite des Celtics à Miami. D'après l'Elias Sports Bureau, il est le seul joueur de l'histoire de la NBA à avoir inscrit 44 points, 10 passes et 8 rebonds dans un match de playoffs.
Le 6 juin, Rondo dépasse Bob Cousy au nombre de matchs de playoffs à plus de 10 passes décisives avec 39 matchs, et devient ainsi le leader des Celtics dans ce domaine. Après une série serrée et indécise, Rajon Rondo inscrit un nouveau triple-double lors du match 7, ce qui n'empêchera pas son équipe de s'incliner 101 à 88.
Avec ce dixième triple-double réalisé en playoffs durant sa carrière, il occupe la deuxième place pour un joueur des Celtics (à seulement une unité du record détenu par Larry Bird), et occupe la quatrième place dans l'histoire de la NBA (record détenu par Magic Johnson avec 30 triple-doubles réalisés en playoffs).

### 2012-2013: La fin du Big Four
2013 voit une de ses stars partir de Boston, Ray Allen, en direction de Miami, tombeur des Celtics en finale de conférence en 2012. Le Big four est dissout, ne restant plus qu'un Big Three.
En début de saison, sa série de rencontres consécutives avec dix passes ou plus est interrompue lors d'une rencontre contre les Nets de Brooklyn : il est expulsé peu avant la fin de la première mi-temps après une altercation avec Kris Humphries. Sa série de trente-sept rencontres consécutives constitue le deuxième total de l'histoire de la ligue, derrière les quarante-six de Magic Johnson. La saison compliquée des Celtics prend un tournant des plus dramatiques. Rajon Rondo, blessé contre les Hawks, doit se déclarer forfait pour la rencontre suivante du 27 janvier 2013 contre le Heat de Miami. Il annonce souffrir d’une rupture du ligament croisé antérieur du genou droit, synonyme d'une fin de saison. Peu avant d'être désigné dans le cinq de départ du All-Star Game 2013 par le vote des fans, il est finalement remplacé par Brook Lopez. Rondo présente alors des statistiques de 13,7 points, 11,1 passes, 5,6 rebonds et 1,8 interception de moyenne. Il est le meilleur passeur de la ligue, conservant cette première place au terme de la saison. Lors de ses deux dernières rencontres, il réussit ses vingt-septième et vingt-huitième triple-double en carrière. Il réussit cinq triple-doubles sur la saison, et malgré son absence, termine au premier rang du nombre de réussite sur la saison.
Sans leur meneur, les Celtics terminent au troisième rang de la division Atlantique, puis sont éliminés au premier tour des playoffs.
Enfin, durant l'été 2013, les Celtics de Boston et les Nets de Brooklyn trouvent un accord, envoyant Paul Pierce, Kevin Garnett, Jason Terry et D.J. White en direction de Brooklyn tandis que Gerald Wallace, Kris Humphries, Keith Bogans, MarShon Brooks, Kris Joseph rejoignent Boston, ainsi que trois premiers tours de draft (2014, 2016 et 2018). Durant la même période, les Celtics perdent leur entraîneur Doc Rivers, qui décide de partir pour rejoindre la franchise des Clippers de Los Angeles.

### 2014-2015: Transfert de Boston à Dallas
Le 18 décembre 2014, il est transféré avec Dwight Powell aux Mavericks de Dallas en échange de Jameer Nelson, Brandan Wright, Jae Crowder, un premier choix de draft 2015, un second tour de draft 2016 et 12,9 $ millions de trade exception.

### Kings de Sacramento (2015-2016)
Le 3 juillet 2015, il s'engage avec les Kings de Sacramento pour un an.

### Bulls de Chicago (2016-2017)
Free agent à l'été 2016 il signe aux Bulls de Chicago pour 2 ans.

### Pelicans de La Nouvelle-Orléans (2017-2018)
À nouveau agent libre à l'été 2017, il signe un an avec les Pelicans de La Nouvelle-Orléans où il retrouve DeMarcus Cousins, son ancien coéquipier aux Kings de Sacramento.
Le 27 décembre 2017, il réalise 25 passes décisives et bat le record de franchise. Il devient le 7e joueur à réaliser plus de 25 passes décisives sur un match après Scott Skiles, John Stockton, Jason Kidd, Kevin Johnson, Nate McMillan et Isiah Thomas.

### Lakers de Los Angeles (2018-2020)
Le 2 juillet 2018, il signe un contrat d'un an et 9 millions de dollars avec les Lakers de Los Angeles.
Le 7 juillet 2019, il se réengage avec la franchise californienne pour deux saisons et un contrat minimum. Il gagne sa deuxième bague de champion NBA.

### Hawks d'Atlanta (2020-mars 2021)
Il signe un contrat de 15 millions de dollars sur deux ans avec les Hawks d'Atlanta lors du marché des agents libres en novembre 2020.

### Clippers de Los Angeles (mars 2021-août 2021)
Le 25 mars 2021, il est échangé aux Clippers de Los Angeles en échange de Lou Williams.

### Lakers de Los Angeles (2021-2022)
En août 2021, Rajon Rondo est envoyé chez les Grizzlies de Memphis avec Patrick Beverley et Daniel Oturu en échange d'Eric Bledsoe. Il est par la suite coupé puis s'engage aux Lakers de Los Angeles.

### Cavaliers de Cleveland (2022)
Le 3 janvier 2022, il est envoyé aux Cavaliers de Cleveland en échange de Denzel Valentine. Il est suspendu jusqu'à nouvel ordre en mai de la même année par la NBA elle-même, après avoir menacé sa femme et ses deux enfants avec un pistolet.
Il officialise l'arrêt de sa carrière en avril 2024.

## Statistiques

### Universitaires
Le tableau suivant présente les statistiques individuelles de Rajon Rondo pendant sa carrière universitaire.
| S         | U                      | J  | MJPM | PTS | PPM  | PR  | PT  | %PR    | 3P | 3PT | %3P    | LfR | LfT | %Lf    | TR  | RPM | PD  |
| --------- | ---------------------- | -- | ---- | --- | ---- | --- | --- | ------ | -- | --- | ------ | --- | --- | ------ | --- | --- | --- |
| 2004-2005 | Université du Kentucky | 34 | 25,1 | 274 | 8,1  | 102 | 200 | 51,0 % | 10 | 33  | 30,3 % | 60  | 103 | 58,3 % | 97  | 2,9 | 118 |
| 2005-2006 | Université du Kentucky | 34 | 31,0 | 380 | 11,2 | 147 | 305 | 48,2 % | 18 | 66  | 27,3 % | 68  | 119 | 57,1 % | 209 | 6,1 | 167 |
| Total     | Total                  | 68 | 28,1 | 654 | 9,6  | 249 | 505 | 49,3 % | 28 | 99  | 28,3 % | 128 | 222 | 57,7 % | 306 | 4,5 | 285 |

### Professionnelles

#### Saison régulière
Légende :
| Champion NBA | Leader de la ligue |

gras = ses meilleures performances
Le tableau suivant présente les statistiques individuelles de Rajon Rondo pendant sa carrière professionnelle en saison régulière.
| Saison          | Équipe              | Matchs | Titul. | Min./m | % Tir | % 3pts | % LF  | Rbds/m. | Pass/m. | Int/m. | Ctr/m. | Pts/m. |
| --------------- | ------------------- | ------ | ------ | ------ | ----- | ------ | ----- | ------- | ------- | ------ | ------ | ------ |
| 2006–2007       | Boston              | 78     | 25     | 23,5   | 41,8  | 20,7   | 64,7  | 3,74    | 3,81    | 1,64   | 0,10   | 6,42   |
| 2007–2008       | Boston              | 77     | 77     | 29,9   | 49,2  | 26,3   | 61,1  | 4,18    | 5,10    | 1,68   | 0,17   | 10,57  |
| 2008–2009       | Boston              | 80     | 80     | 33,0   | 50,5  | 31,3   | 64,2  | 5,20    | 8,24    | 1,86   | 0,14   | 11,91  |
| 2009–2010       | Boston              | 81     | 81     | 36,6   | 50,8  | 21,2   | 62,1  | 4,44    | 9,80    | 2,33   | 0,14   | 13,70  |
| 2010–2011       | Boston              | 68     | 68     | 37,2   | 47,5  | 23,3   | 56,8  | 4,37    | 11,18   | 2,25   | 0,16   | 10,60  |
| 2011–2012*      | Boston              | 53     | 53     | 36,9   | 44,8  | 23,8   | 59,7  | 4,85    | 11,70   | 1,79   | 0,06   | 11,89  |
| 2012–2013       | Boston              | 38     | 38     | 37,4   | 48,4  | 24,0   | 64,5  | 5,58    | 11,03   | 1,84   | 0,24   | 13,74  |
| 2013–2014       | Boston              | 30     | 30     | 33,3   | 40,3  | 28,9   | 62,7  | 5,47    | 9,80    | 1,33   | 0,07   | 11,67  |
| 2014–2015       | Boston              | 22     | 22     | 31,8   | 40,5  | 25,0   | 33,3  | 7,50    | 10,77   | 1,68   | 0,14   | 8,27   |
| 2014–2015       | Dallas              | 46     | 46     | 28,7   | 43,6  | 35,2   | 45,2  | 4,52    | 6,54    | 1,17   | 0,09   | 9,26   |
| 2015–2016       | Sacramento          | 72     | 72     | 35,2   | 45,4  | 36,5   | 58,0  | 6,04    | 11,65   | 1,96   | 0,14   | 11,93  |
| 2016–2017       | Chicago             | 69     | 42     | 26,7   | 40,8  | 37,6   | 60,0  | 5,14    | 6,68    | 1,43   | 0,16   | 7,80   |
| 2017–2018       | La Nouvelle-Orléans | 65     | 63     | 26,2   | 46,8  | 33,3   | 54,3  | 4,05    | 8,20    | 1,08   | 0,15   | 8,26   |
| 2018–2019       | L.A. Lakers         | 46     | 29     | 29,8   | 40,5  | 35,9   | 63,9  | 5,28    | 7,98    | 1,24   | 0,15   | 9,22   |
| 2019–2020       | L.A. Lakers         | 48     | 3      | 20,5   | 41,8  | 32,8   | 65,9  | 3,0     | 5,0     | 0,8    | 0,8    | 7,1    |
| 2020–2021       | Atlanta             | 27     | 2      | 14,9   | 40,0  | 37,8   | 50,0  | 2,0     | 3,5     | ,7     | ,1     | 3,9    |
| 2020–2021       | L.A. Clippers       | 18     | 1      | 20.4   | 48,6  | 43,2   | 100,0 | 3,1     | 5,8     | 1,0    | ,1     | 7,6    |
| 2021–2022       | L.A. Lakers         | 18     | 0      | 16,1   | 32,4  | 26,7   | 50,0  | 2,7     | 3,7     | ,7     | ,3     | 3,1    |
| 2021–2022       | Cleveland           | 21     | 1      | 19,4   | 42,9  | 39,7   | 75,0  | 2,8     | 4,9     | ,9     | ,0     | 6,2    |
| Total           |                     | 957    | 733    | 29,9   | 45,6  | 32,4   | 61,1  | 4,5     | 7,9     | 1,6    | ,1     | 9,8    |
| All-Star Game*² |                     | 3      | 0      | 18,7   | 54,5  | 0,0    | 0,0   | 1,67    | 7,00    | 0,33   | 0,00   | 4,00   |

Note : * Cette saison a été réduite de 82 à 66 matchs.
* ² : Initialement sélectionné pour le All-Star Game 2013, il a dû déclarer forfait à la suite d'une rupture des ligaments croisés.
Il est également en 2010/2011 leader de la ligue pour le nombre total d'interceptions avec 189.
mise à jour après sa fin de carrière

#### Playoffs
Le tableau suivant présente les statistiques individuelles de Rajon Rondo pendant sa carrière professionnelle en playoffs.
| S     | F                               | J   | T   | MJPM | PTS  | PPM  | PR  | PT   | %PR    | 3P | 3PT | %3P    | LfR | LfT | %Lf    | TR   | RPM | PDPM | IPM | CPM | TOV | PF  |
| ----- | ------------------------------- | --- | --- | ---- | ---- | ---- | --- | ---- | ------ | -- | --- | ------ | --- | --- | ------ | ---- | --- | ---- | --- | --- | --- | --- |
| 2008  | Celtics de Boston               | 26* | 26* | 32,0 | 266  | 10,4 | 107 | 263  | 40,7 % | 5  | 20  | 25,0 % | 47  | 68  | 69,1 % | 107  | 4,1 | 6,6  | 1,7 | 0,3 | 47  | 74  |
| 2009  | Celtics de Boston               | 14  | 14  | 41,2 | 236  | 16,9 | 93  | 223  | 41,7 % | 6  | 24  | 25,0 % | 44  | 67  | 65,7 % | 136  | 9,7 | 9,8  | 2,5 | 0,2 | 38  | 47  |
| 2010  | Celtics de Boston               | 24  | 24  | 40,6 | 379  | 15,8 | 151 | 326  | 46,3 % | 9  | 24  | 37,5 % | 68  | 114 | 59,6 % | 134  | 5,6 | 9,3  | 1,9 | 0,1 | 72  | 57  |
| 2011  | Celtics de Boston               | 9   | 9   | 38,3 | 126  | 14,0 | 51  | 107  | 47,7 % | 0  | 3   | 0,0 %  | 24  | 38  | 63,2 % | 49   | 5,4 | 9,6  | 1,1 | 0,0 | 33  | 16  |
| 2012  | Celtics de Boston               | 19  | 19  | 42,6 | 329  | 17,3 | 141 | 301  | 46,8 % | 8  | 30  | 26,7 % | 39  | 56  | 69,2 % | 128  | 6,7 | 11,9 | 2,4 | 0,1 | 72  | 40  |
| 2015  | Mavericks de Dallas             | 2   | 2   | 18,5 | 19   | 9,5  | 9   | 20   | 45,0 % | 1  | 2   | 50,0 % | 0   | 0   | -      | 2    | 1,0 | 3,0  | 0   | 0   | 2   | 6   |
| 2017  | Bulls de Chicago                | 2   | 2   | 33,7 | 23   | 11.5 | 11  | 26   | 42,3   | 0  | 6   | .000   | 1   | 2   | 50,0   | 17   | 8.5 | 10.0 | 3.5 | .5  | 2,0 | 3,0 |
| 2018  | Pelicans de La Nouvelle-Orléans | 9   | 9   | 33,6 | 93   | 10.3 | 38  | 92   | 41,3   | 8  | 19  | 42,1   | 9   | 14  | 64,3   | 68   | 7.6 | 12.2 | 1.4 | .2  | 3,7 | 2,2 |
| 2020  | Lakers de Los Angeles           | 16  | 0   | 24,7 | 143  | 8.9  | 55  | 121  | 45,5   | 20 | 50  | 40,0   | 13  | 19  | 68,4   | 69   | 4.3 | 6.6  | 1.4 | .1  | 2,1 | 2,3 |
| 2021  | Clippers de Los Angeles         | 13  | 0   | 16,9 | 55   | 4.2  | 18  | 53   | 34,0   | 11 | 28  | 39,3   | 8   | 12  | 66,7   | 34   | 2.6 | 3.8  | .4  | .2  | 1,1 | 1,4 |
| Total | Total                           | 134 | 105 | 34,0 | 1669 | 12,5 | 674 | 1532 | 44,0   | 68 | 206 | 33,0   | 253 | 390 | 64,9   | 74 4 | 5.6 | 8.5  | 1.7 | .2  | 2,6 | 2,4 |

* Record NBA, partagé en playoffs

#### All Star Game
Le tableau suivant présente les statistiques individuelles de Rajon Rondo lors du All Star Game
| Année         | Conférence | Titulaire | Remplaçant | Minutes | %tir | %3pts | %l-f | rebonds | passes | interceptions | contres | points |
| ------------- | ---------- | --------- | ---------- | ------- | ---- | ----- | ---- | ------- | ------ | ------------- | ------- | ------ |
| 2010          | Est        | 0         | 1          | 19:49   | 2-3  | 0-0   | 0-0  | 1       | 5      | 1             | 0       | 4      |
| 2011          | Est        | 0         | 1          | 20:34   | 3-5  | 0-0   | 0-0  | 2       | 8      | 0             | 0       | 6      |
| 2012          | Est        | 0         | 1          | 15:34   | 1-3  | 0-0   | 0-0  | 2       | 8      | 0             | 0       | 2      |
| Total/Moyenne |            | 0         | 3          | 18.3    | 54.5 | 0.0   | 0.0  | 1.7     | 7.0    | 0.3           | 0.0     | 4.0    |

## Records

### Records en match
Légende :
| Record de la Franchise |

Les records personnels de Rajon Rondo, officiellement recensés par la NBA sont les suivants.
| Type de statistique        | Saison régulière | Saison régulière        | Saison régulière | Playoffs | Playoffs                 | Playoffs      |
| Type de statistique        | Record           | Adversaire              | Date             | Record   | Adversaire               | Date          |
| -------------------------- | ---------------- | ----------------------- | ---------------- | -------- | ------------------------ | ------------- |
| Points                     | 35               | Pistons de Détroit      | 15 février 2012  | 44 (ap)  | @ Heat de Miami          | 30 mai 2012   |
| Paniers marqués            | 15               | Pistons de Detroit      | 15 février 2012  | 16 (ap)  | @ Heat de Miami          | 30 mai 2012   |
| Paniers tentés             | 27               | Pistons de Detroit      | 15 février 2012  | 24 (ap)  | @ Heat de Miami          | 30 mai 2012   |
| Paniers à 3 points réussis | 5                | Celtics de Boston       | 3 janvier 2015   | 2        | 6 fois                   |               |
| Paniers à 3 points tentés  | 7                | Thunder d'Oklahoma City | 12 novembre 2014 | 4        | 2 fois                   |               |
| Lancers francs réussis     | 11               | 2 fois                  |                  | 12       | @ Cavaliers de Cleveland | 1er mai 2010  |
| Lancers francs tentés      | 15               | Jazz de l'Utah          | 15 février 2008  | 16       | Cavaliers de Cleveland   | 9 mai 2010    |
| Rebonds offensifs          | 6                | 3 fois                  | -                | 7        | Bulls de Chicago         | 20 avril 2009 |
| Rebonds défensifs          | 13               | 2 fois                  | -                | 14       | Cavaliers de Cleveland   | 9 mai 2010    |
| Rebonds totaux             | 17 (ap)          | Knicks de New York      | 4 mars 2012      | 18       | Cavaliers de Cleveland   | 9 mai 2010    |
| Passes décisives           | 25               | Nets de Brooklyn        | 28 décembre 2017 | 21       | Warriors de Golden State | 5 mai 2018    |
| Interceptions              | 8                | Grizzlies de Memphis    | 23 mars 2011     | 6        | Lakers de Los Angeles    | 17 juin 2008  |
| Contres                    | 3                | 2 fois                  |                  | 2        | 2 fois                   |               |
| Balles perdues             | 9                | 2 fois                  |                  | 7        | 5 fois                   |               |
| Minutes jouées             | 53 (ap)          | Mavericks de Dallas     | 6 janvier 2010   | 58       | @ Bulls de Chicago       | 30 avril 2009 |

- Double-double : 216 (178 en saison régulière et 37 en playoffs) (au 7/02/2022)[51].
- Triple-double : 38[52](dont 10 en playoffs) (au 11/12/2017)[53].

Meilleures statistiques combinées:
- 5 janvier 2011 : 12 points, 22 passes décisives, 10 rebonds et 6 interceptions contre les Spurs de San Antonio.
- 4 mars 2012[45] : 18 points, 20 passes décisives et 17 rebonds contre les Knicks de New York. Il est le quatrième joueur de l’histoire de la NBA à enregistrer au moins 15 points, 20 passes décisives et 15 rebonds dans un match avec Oscar Robertson, Wilt Chamberlain et Russell Westbrook[55].

### Records de franchise
- Record du nombre d'interceptions en une saison régulière pour un Celtic : 189 (2009-2010)
- Record de la moyenne d'interceptions en une saison régulière pour un Celtic : 2,3 (2009-2010)
- Record du nombre de passes décisives en une saison pour un Celtic : 794 passes décisives (2009-2010)
- Record du nombre de passes décisives en un match pour un Celtic : 24 passes contre les Knicks de New York (2009-2010)
- Record du nombre de matchs consécutifs (en saison régulière) à plus de 10 passes décisives pour un Celtic : 37 (Arrêt au 28 novembre 2012 Face aux Brooklyn Nets).

### Records NBA
- Record du nombre de passes décisives en 3 matchs : 50 passes décisives (2010-2011), record partagé avec John Stockton.

## Palmarès
En franchise
- Champion NBA en 2008 avec les Celtics de Boston et en 2020 avec les Lakers de Los Angeles
- Finales NBA en 2010 contre les Lakers de Los Angeles.
- Champion de la Conférence Est en 2008 et 2010 avec les Celtics de Boston.
- Champion de la Conférence Ouest en 2020 avec les Lakers de Los Angeles.
- Champion de la Division Pacifique en 2020 avec les Lakers de Los Angeles.
- Champion de la Division Atlantique avec les Celtics de Boston en 2008, 2009, 2010, 2011 et 2012.

Distinctions personnelles
- Sélectionné au NBA All-Star Game 2010, 2011, 2012 (appelé pour remplacer Joe Johnson, blessé) et 2013 (blessé, remplacé par Brook Lopez).
- All-NBA Third Team en 2012.
- NBA All-Defensive First Team en 2010 et 2011.
- NBA All-Defensive Second Team en 2009 et 2012.
- NBA All-Rookie Second Team en 2007.
- Meilleur passeur NBA en 2012 avec 11,70 passes par match en 2013 avec 11,05 passes par match et 2016 avec 11,7 passes par match.
- Meilleur intercepteur NBA en 2010 avec 2,33 interceptions par match.

## Salaires
| Année       | Equipe                          | Salaire       |
| ----------- | ------------------------------- | ------------- |
| 2006-2007   | Celtics de Boston               | 1 143 600 $   |
| 2007-2008   | Celtics de Boston               | 1 229 280 $   |
| 2008-2009   | Celtics de Boston               | 1 315 080 $   |
| 2009-2010   | Celtics de Boston               | 2 094 922 $   |
| 2010-2011   | Celtics de Boston               | 9 090 911 $   |
| 2011-2012   | Celtics de Boston               | 10 045 455 $  |
| 2012-2013   | Celtics de Boston               | 11 000 000 $  |
| 2013-2014   | Celtics de Boston               | 11 954 545 $  |
| 2014-2015*  | Mavericks de Dallas             | 12 909 091 $  |
| 2015-2016   | Kings de Sacramento             | 9 500 000 $   |
| 2016-2017   | Bulls de Chicago                | 14 000 000 $  |
| 2017-2018   | Bulls de Chicago                | 3 000 000 $   |
| 2017-2018   | Pelicans de La Nouvelle-Orléans | 3 300 000 $   |
| 2018-2019   | Lakers de Los Angeles           | 9 000 000 $   |
| 2019-2020   | Lakers de Los Angeles           | 2 564 753 $   |
| 2020-2021   | Clippers de Los Angeles         | 8 250 000 $   |
| 2021-2022   | Grizzlies de Memphis            | 4 858 309 $   |
| 2021-2022   | Cavaliers de Cleveland          | 2 641 691 $   |
| Total Gains |                                 | 117 897 637 $ |

Note : * Pour la saison 2014-2015, le salaire moyen d'un joueur évoluant en NBA est de 4 500 000 $.

## Style de jeu

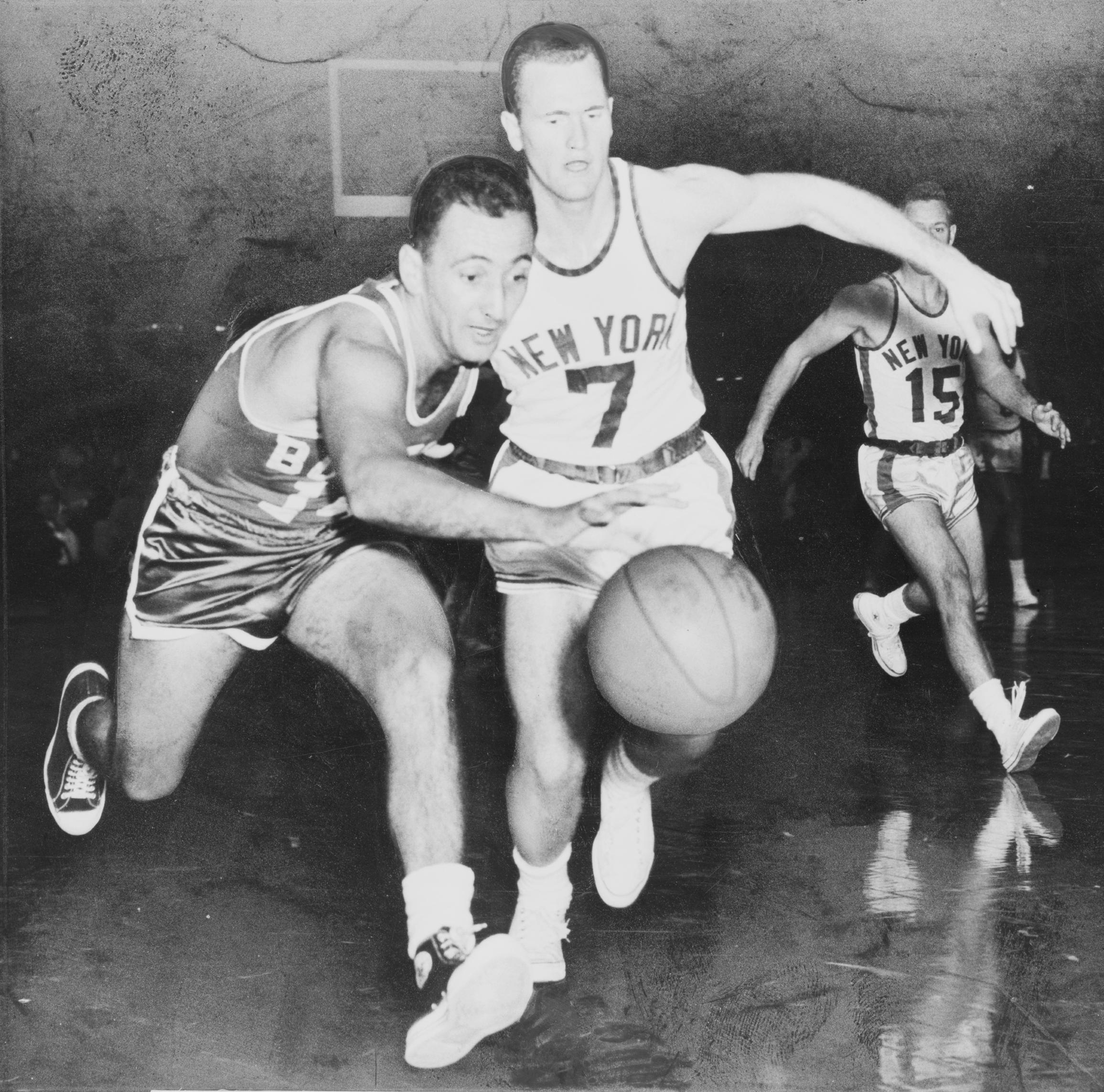
Bob Cousy, ancienne gloire des C's dans les années 1950 et 1960.

Bob Cousy, l'ancien meneur des Celtics, déclare à son propos : « Avec sa vitesse et sa vivacité, je ne pense pas que quelqu'un puisse défendre sur lui efficacement. Sa créativité et son imagination ont pris une autre dimension cette année. Il peut encore progresser. Le ciel est sa limite. ». Sa rapidité lui permet de pénétrer facilement dans la raquette. En 2012, alors que Rondo réalise une série de rencontres à dix passes ou plus, dont le record est détenu par Magic Johnson, celui-ci déclare que Rondo est alors le meilleur meneur « tout terrain » de la ligue, devant des joueurs comme Chris Paul et Deron Williams.
Rajon Rondo est un meneur gestionnaire. Malgré les pertes de balles, il est l'un des tout meilleurs passeurs et intercepteurs avec son excellente lecture du jeu, sa vision du jeu et sa rapidité. Rondo est aussi un des meilleurs défenseurs de la NBA au poste de meneur, avec quatre sélections dans les NBA All-Defensive Team, dans le premier cinq en 2010 et 2011 et dans le second en 2009 et 2012. Il est surtout un bon intercepteur mais il possède également des qualités au rebond grâce à son sens du placement et une détente importante.
Malgré sa petite taille, il peut dunker. L'un de ses mouvements préféré est de feinter une passe dans son dos lorsqu'il part en double pas. Le tir extérieur et les lancers francs sont considérés par beaucoup comme les points faibles de Rondo.

## Pour approfondir